# جيمس مورتون (طاهي)
جيمس مورتون (بالإنجليزية: James Morton)‏ هو طاهي بريطاني، ولد في 26 مايو 1991 في إنفرنيس في المملكة المتحدة.